# علي الأطرش
علي الأطرش قرية سوريّة تتبع إداريّاً لمحافظة حلب منطقة عفرين ناحية مركز بلبل، بلغ تعداد سكانها 224 نسمة حسب التعداد السكاني لعام 2004.